# Iva Slišković
Iva Slišković (ur. 4 września 1984) – chorwacka koszykarka, reprezentantka kraju, uczestniczka Igrzysk Olimpijskich w Londynie.

## Kluby
- Rivas Ecopolis